# Stéphane Paille
Stéphane Paille (Scionzier, 1965. június 27. – Lyon, 2017. június 27.) válogatott francia labdarúgó, csatár, edző.

## Pályafutása

### Klubcsapatban
1982 és 1989 között Sochaux labdarúgója volt. 1988-ban francia kupa-döntős volt a csapattal. A következő idényben a második osztály gólkirály lett holtversenyben. 1989 őszén a Montpellier, 1990 tavaszán a Bordeaux játékosa volt. Az 1990 – 91-es idényben az FC Porto együttesében szerepelt. 1991 és 1993 között Caen, 1993-94-ben ismét a Bordeaux, 1994-95-ben a Lyon és 1995-ben a Mulhouse labdarúgója volt. 1996-ban a svájci Servette, 1996-97-ben a skót Heart of Midlothian játékosa volt. 1997-ben vonult vissza az aktív játéktól.

### A válogatottban
1986 és 1989 között nyolc alkalommal szerepelt a francia válogatottban és egy gólt szerzett.

### Edzőként
2002 és 2004 között a Racing Besançon, 2005-ben az RC Paris, 2005-06-ban az Angers, 2007-08-ban a Cannes és 2009-10-ben az Évian vezetőedzője volt.

## Sikerei, díjai
Sochaux
- Francia kupa (Coupe de France)
  - döntős: 1988
- Francia bajnokság – másodosztály
  - gólkirály: 1988–89 (holtversenyben)

 Montpellier
- Francia kupa (Coupe de France)
  - győztes: 1990

 FC Porto
- Portugál kupa (Taça de Portugal)
  - győztes: 1991